# Strawn (Texas)
Strawn è una città degli Stati Uniti d'America, situata nello Stato del Texas, nella Contea di Palo Pinto.